# Dean Shek

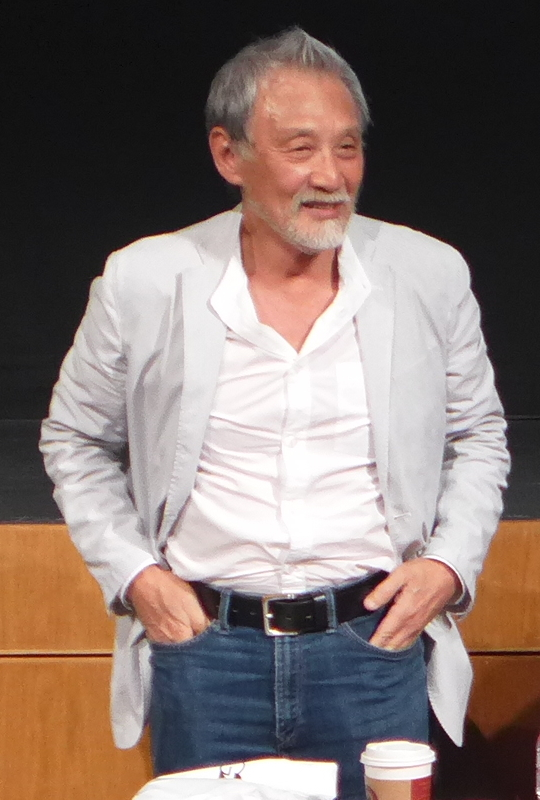
Dean Shek (2016)

Dean Shek alias Dean Shek Tin (chinesisch 石天, Pinyin Shí Tiān, Jyutping Sek6 Tin1, kantonesisch Shek Tin; * 17. Juni 1949 als Liu Weicheng 劉偉成 / 刘伟成,  Liú Wěichéng, Jyutping Lau4 Wai2sing4, kantonesisch Lau Wai-sing, in Peking, China; † 20. September 2021, Hongkong) war ein chinesischer Schauspieler, Filmproduzent und Regisseur aus Hongkong, der in mehr als 120 Filmen mitgewirkt hat. Shek ist durch seine auffälligen Darstellungen in Drunken Master, Aces Go Places – Mad Mission, A Better Tomorrow 2 und Dragon from Russia auch dem westlichen Publikum bekannt.

## Karriere
Shek, dessen ursprüngliche Wurzeln der Ahnen in Tianjin liegt, wurde in Peking geboren, ging aber bereits mit drei Jahren bereits nach Hongkong. Als Jugendlicher besuchte er dort die „Shung Tak Katholisch-Englische Schule“ (englisch Shung Tak Catholic English College), bevor er 1967 zu den Shaw Brothers Studios ging, um am Trainingsprogramm des Unternehmens für Schauspiel und Film teilzunehmen, um im Jahr 1968 als Darsteller aktiv zu werden. Er drehte für das Shaw Brothers Studio vorwiegend Musicals, Komödien und Martial-Arts-Filme.
1973 verließ er die Shaw Brothers und spielte zum ersten Mal mit Jackie Chan in dem Film „Der Meister mit den gebrochenen Händen“ mit, mit dem er anschließend regelmäßig gemeinsam drehte.
Mit Karl Maka und Raymond Wong Pak-Ming (alias Wong, Pak-Ming Raymond) gründete Shek 1979 die Produktionsfirma Warriors Film und nannten sie 1980 in Cinema City & Films Co. um. Weitere Persönlichkeiten wie Tsui Hark, Shi Nansun, Eric Tsang und Teddy Robin stiegen in die Firma ein. In der lokalen Filmbranche erhielt die Truppe den Spitznamen die Cinema City Seven (新藝城七怪 ‚Cinema City’s Seltsamen (Komischen) Sieben‘). Neben dem Produzieren von Filmen war er auch als Regisseur von fünf eigenen Filmen aktiv (The Monk – 1975, Perfect Wife?! – 1983, A Family Affair – 1984, Kung Hei Fat Choy – 1985 und The Family Strikes Back – 1986), die zudem auf dem heimischen Markt in Hongkong alle Blockbuster waren. Seine letzte große Rolle hatte Shek 1991 in The Raid vom Regisseur Tsui Hark und Ching Siu-Tung. Im Jahr 2016 wurde er von Sammo Hung in dessen Film The Bodyguard, zusammen mit Regisseur Tsui Hark und Schauspieler Karl Maka für einen Gastauftritt – in der Rolle des „old man“ – besetzt.
Insgesamt war Shek als Schauspieler an über 120 Produktionen beteiligt. Als Produzent drehte er 23 Filme.

## Privatleben
Shek war seit dem Jahr 1979 mit der Schauspielerin Liu, Chin-yu (劉秦雨, kantonesisch Lau Chun-yue) aus Taiwan verheiratet. Sie haben gemeinsam zwei Söhne.
Zu seinen Hobbys gehörten Golf, Zigarren und Kaffee. Als er im Jahr 1991 aus der Unterhaltungsindustrie ausstieg, stieg er in die Immobilienbranche ein und fand dort ebenso Erfolg.
Shek war an Krebs erkrankt, was der Schauspieler Wilson Lam (林俊賢) in den sozialen Medien bekannt gab. Offiziell wurde sie durch Sheks langjährigen Freund Raymond Wong (黃百鳴) und Sheks jüngeren Sohn (Dickson Lau) im September 2021 bestätigt.

## Filmografie (Auswahl)

### Darsteller
- 1973: Der Master mit den gebrochenen Händen (Cub Tiger From Kwang Tung)
- 1973: Shen Shang und die Karate-Bande (Street Gangs of Hong Kong)
- 1973: Die Teufelspiraten von Kau-Lun (The Pirate)
- 1973: Ting Lu – Der grausame Tiger (The Young Tiger)
- 1973: Wang Yu – Der Kämpfer mit dem Phönixschwert
- 1974: Die Todesfaust der Killerkralle
- 1975: Der Supermann mit der Todespranke
- 1976: Todeskommando Queensway
- 1977: Die Schlange im Schatten des Adlers
- 1978: Karate Bomber
- 1978: Filthy Guy – Der kleine Dicke gibt Zunder
- 1978: Drunken Master – Sie nannten ihn Knochenbrecher
- 1978: Meister aller Klassen 2 (Spiritual Kung Fu)
- 1978: Die 18 Todesschläge der Shaolin
- 1979: Der Drunken Master schlägt wieder zu
- 1979: Zwei Schlitzohren in der Knochenmühle
- 1979: Der Meister mit den gebrochenen Händen
- 1979: Knochenbrecher schlägt wieder zu
- 1979: Ein Halleluja für zwei Schlitzohren
- 1979: Der Dampfhammer von Send-Ling
- 1979: Vier Schlitzaugen rechnen ab
- 1979: Der gelbe Gorilla mit dem Superschlag
- 1982: Mad Mission (Aces go Places)
- 1983: Superfighter 2 (Fearless Hyena 2)
- 1986: Peking Opera Blues (Do ma daan)
- 1987: City Wolf II – Abrechnung auf Raten (A Better Tomorrow 2)
- 1991: The Raid
- 2016: The Bodyguard (Cameo)

Quelle: Hong Kong Movie Database